# 蜷川親長
蜷川 親長（にながわ ちかなが）は、戦国時代の奉公衆。安土桃山時代の文人、歌人。江戸時代初期の旗本。

## 略歴
蜷川氏は代々足利将軍家に仕え、室町幕府政所代を務めた家柄。父は蜷川親世。妻は斎藤利賢の女、妻の母は蜷川親順の女であり妻は従姉妹にあたる。
天文2年（1533年）、蜷川親世の長男として誕生。室町幕府13代将軍・足利義輝に仕え、丹波国船井郡桐野河内を領して蟠根寺城に父の親世と共に拠ったが、永禄8年（1565年）に義輝が三好三人衆に殺害されると親長は所領を失い没落。
後に土佐国に下向して婚姻のよしみで、同朋衆として長宗我部元親に仕えた（親長と元親の妻は異父姉妹）。有職故実に通じており京の礼法に詳しく、連歌の達人でもあり厚遇を得た。元親百ヶ条を製作した人物と言われる。京都等持寺の僧・策彦周良に元親夫妻の雅号（雪渓、水心理因）を求める使者となっている。
慶長5年（1600年）、関ヶ原の戦い後の長宗我部家改易の際に残った財務処理に手腕を発揮し、さらに一揆の鎮圧にも功績があったため、慶長7年（1602年）に徳川家康に山城国綴喜郡に500石を給されて旗本として取り立てられ、家康の御伽衆となった。
慶長8年（1603年）伏見城において徳川家康が征夷大将軍に任命される際には、足利将軍家の儀礼をよく知る者として山岡景友と共に伏見城にて儀式に関する諮問をされた。慶長15年（1610年）5月8日京都にて没す。享年78。